# Eleonora av Österrike (1653–1697)
Eleonora Maria Josefa av Österrike, i Polen känd som Eleonora Wiśniowiecka eller Eleonora Habsburżanka, född 31 maj 1653 i Regensburg, död 17 december 1697 i Wien, var en drottning av Polen och hertiginna av Lothringen, gift 1:a gången 1670 med kung Michał Korybut Wiśniowiecki av Polen och 2:a gången 1678 med Karl V, hertig av Lorraine. 

## Biografi
Eleonora var dotter till kejsar Ferdinand III och Eleonora Magdalena av Mantua. Hennes far avled 1657, då hon var fyra år gammal, och efterträddes av hennes bror. Inte mycket är känt om hennes barndom. Hon fick en hög bildning och kunde tala franska och italienska. 

### Drottning
Michał Korybut Wiśniowiecki valdes till Polens kung 1669, och eftersom han var ogift inleddes genast förhandlingar om hans äktenskap. I november 1669 sändes ett sändebud under ledning av vicekansler Andrzej Olszowski till Wien för att förhandla om ett äktenskap med en medlem av dynastin Habsburg. 
Eleonora och Polens nyvalda kung Michał Korybut Wiśniowiecki gifte sig 27 februari 1670 i Jasna Góra kloster i i Częstochowa. Paret fick inga överlevande barn. Hon fick en dödfödd son 29 november 1670 och ett missfall 1671. Oppositionen mot maken spred ryktet att han tvingade henne att simulera graviditeter. Huruvida detta är sant är okänt. 
Eleonora beskrivs som en idealmodell av en trogen, hängiven och stödjande hustru. Hon fick veteranen Klara Izabella Pacowa som blev hennes hovdam och förtrogna, och instruerade henne i hennes roll. Hon lärde sig tala polska, men föredrog latin. Hon åtföljde maken på hans officiella resor runt Polen. Hon gjorde succé i Polen, där hon beskrevs som vacker och dygdig även av kungens fiender. 
Eleonora förväntades av sin familj fungera som Habsburgs agent i Polen, men höll sig utanför all politik. Det pro-franska och anti-habsburgska partiet i Polen, ledd av primaten Mikołaj Prażmowski och Hetman Jan Sobieski, försökte åstadkomma en spricka i äktenskapet och bland annat övertala Eleonora att skilja sig, men hon vägrade att låta sig dras in i hovintriger och demonstrerade utåt lojalitet mot maken. 
1672 ledde konflikten mellan kungen och oppositionen till att inbördeskrig hotade, och konflikten kom till uttryck under sejmen, när båda sidor vägrade kompromissa. Eleonora försökte få kungen att försona sig med Hetman Sobieski. I februari 1672 ombads drottningen av sejmen att medla mellan parterna. Hon åtog sig uppdraget tillsammans med den apostoliska nuntien Franciszek Buonvisim, biskopen av Kraków, Andrzej Trzebicki, voivoden Vitebsk och Jan Antonii Chrapowicki. Huvudsamtalen ägde rum den 2 mars 1673. Efter långa förhandlingar nåddes en överenskommelse. De missnöjda gick med på att erkänna valet av Michał Korybut och krävde i gengäld amnesti. Hotet om inbördeskrig har avvärjts, och förtjänsten gavs till Eleonora. 
Hon blev änka när hennes make avled under en militärkampanj 10 november 1673. Eleonora föreslogs av dynastin Habsburg att gifta sig med Karl V, den landsflyktiga hertigen av Lorraine, som sedan skulle ställa upp i det polska kungavalet som Habsburgs kandidat, stödd av den popularitet Eleonora åtnjöt i Polen. Hetman Jan Sobieski, en av oppositionens ledare, vann dock istället kungavalet 1674. Eleonora stannade initialt i Polen och levde på sitt änkesäte i Toruń

### Hertiginna av Lothringen
Eleonora lämnade Polen våren 1675 och återvände till Wien. Hon blev förälskad i Karl V, den landsflyktiga hertigen av Lorraine, men eftersom hans hertigdöme var ockuperat ansågs han inte vara statusmässigt lämplig som hennes make. Det tog därför några år innan de fick tillstånd att gifta sig, och Karl utnämndes till guvernör i Tyrolen för att göra dem mer statusmässigt jämbördiga. 
Eleonora gifte sig 4 februari 1678 i Wiener Neustadt i Österrike med Karl V. Drottningens bröllop orsakade en våg av spekulationer i samväldet. Man fruktade att det kunde finnas en konspiration för att störta den regerande Jan III Sobieski. Eleonora höll ständig kontakt med polska representanter, t.ex. Dymitr Wiśniowiecki och Kalisz Voivode - Jan Opaliński. Den eventuella planen realiserades aldrig, eftersom kung Jan Sobieski vid samma tidpunkt började närma sig Habsburg. 
Eleonora bosatte sig med Karl i Innsbruck, eftersom makens hertigdöme Lorraine vid denna tid var ockuperat av Frankrike. Paret fick sex barn och deras äktenskap beskrivs som lyckligt. Hon blev änka 1690. Eftersom hennes äldsta son var elva år vid sin fars död, blev Eleonora formellt sett regent för hertigdömet Lorraine under hans minderårighet. Lorraine var dock i praktiken ockuperat av Frankrike. 
Efter Jan III Sobieskis död 1696 presenterade hon sin son, 17-årige Leopold Józef, som kandidat till den polska tronen. Hon försökte få allierade till honom genom att skicka brev till polska representanter, bland dem Michał Radziejowski. Hennes son förlorade dock valet. 
Som nominell regent i Lorraine verkade Eleonora för återupprättandet av hertigdömet. I freden i Rijswijk uppnådde hon slutligen målet att återupprätta hertigdömet Lorraine. Hon avled strax därpå. 
Hon dog den 17 november 1697 i Innsbruck.